# Flughafen Cali

i8
i11
i13
Der Flughafen Cali (spanisch Aeropuerto Internacional Alfonso Bonilla Aragón, IATA-Code: CLO; ICAO-Code: SKCL) ist der internationale Flughafen der Stadt Cali in Kolumbien, der auf dem Gebiet der Nachbargemeinde Palmira liegt. Für die 22 km lange Strecke zum Flughafen braucht der Bus oder das Taxi ca. 35 Minuten. 

## Zwischenfälle
- Am 9. März 1957 wurde eine Douglas DC-3/C-47-DL der kolumbianischen Avianca (Luftfahrzeugkennzeichen HK-155) in einer Höhe von 7800 Fuß (2380 Metern) 32 Kilometer westlich von Tuluá (Kolumbien) in einen der Berge der Trujillo Hills geflogen, 60 Kilometer nördlich des Flughafens Cali. Die Untersuchung ergab, dass der Kapitän nicht auf der vorgeschriebenen Route geflogen war, sondern eine Abkürzung auf einer explizit verbotenen Strecke gewählt hatte, seine Position nicht mit Hilfe von Funkfeuern überprüft hatte und generell mit starker Selbstüberschätzung handelte. Durch diesen CFIT (Controlled flight into terrain) wurden alle 15 Insassen getötet, drei Besatzungsmitglieder und 12 Passagiere.[3]

- Am 28. August 1965 kollidierte eine Douglas DC-3/C-47 der United States Air Force (USAF) (Kennzeichen unbekannt) mit dem Berg Cerro Calima (Kolumbien), 56 Kilometer nördlich des Ziels, dem Flughafen Cali. Alle 14 Insassen, zwei Besatzungsmitglieder und 12 Passagiere, wurden getötet.[4]

- Am 12. August 1974 wurde eine Douglas DC-3/C-47-DL der kolumbianischen Avianca (HK-508) in den Berg Trujillo geflogen, etwa 100 Kilometer nordöstlich vom Ziel Flughafen Cali. Die Piloten hatten in Regenwetter die Orientierung verloren und waren in 9670 Fuß (2950 Metern) Höhe mit dem Berg kollidiert. Bei diesem CFIT (Controlled flight into terrain) wurden alle 27 Insassen getötet, drei Besatzungsmitglieder und 24 Passagiere.[5]

- Am 3. August 1981 kam es mit einer Douglas DC-3/C-53 der kolumbianischen SATENA (FAC-1128) während eines Testfluges zu einem Triebwerksausfall. Daher wurde auf landwirtschaftlichem Gelände nahe dem Startflughafen Cali-Palmaseca eine Notlandung durchgeführt. Alle vier Besatzungsmitglieder, die einzigen Insassen, überlebten den Unfall. Das Flugzeug wurde irreparabel beschädigt.[6]

- Am 4. Mai 1983 wurde mit einer Douglas DC-3/C-47B-40-DK der kolumbianischen SATENA (FAC-1126) nahe dem Flughafen Cali eine Notlandung durchgeführt, nachdem kurz nach dem Start ein Triebwerk ausgefallen war. Das Flugzeug wurde irreparabel beschädigt. Alle 22 Insassen, vier Besatzungsmitglieder und 18 Passagiere, überlebten den Unfall.[7]